# 開盛駅

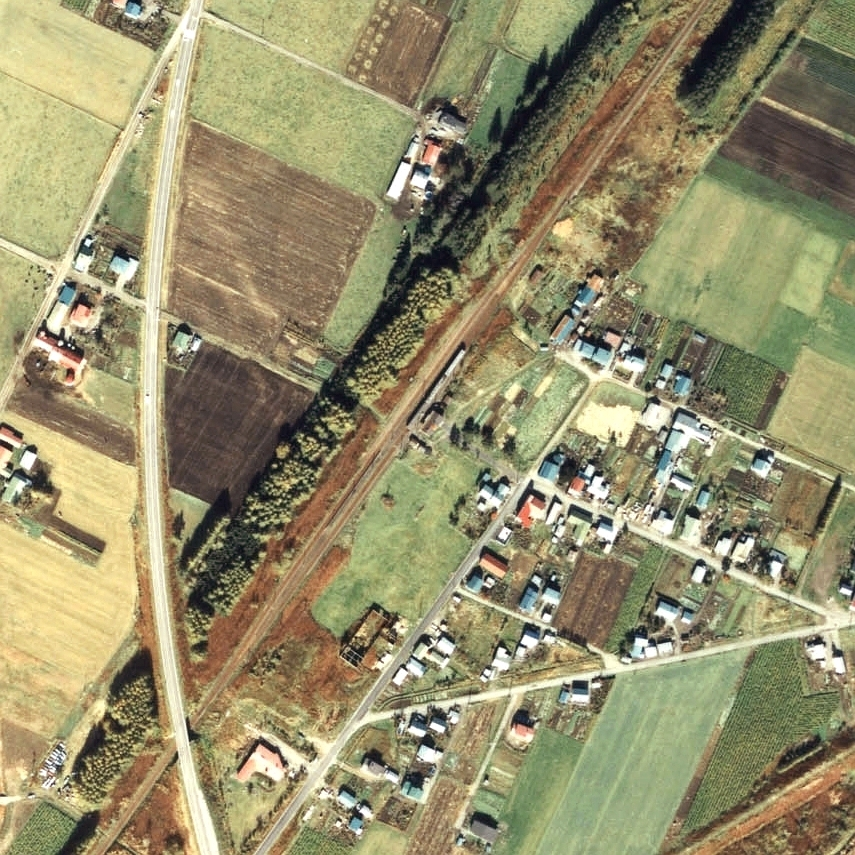
1977年の開盛駅と周囲約500m範囲。左下が遠軽方面。千鳥状の単式ホーム2面2線のみが残されている。かつては駅裏に副本線とストックヤードを持っており、さらに駅舎横の両側に引込み線を持っていたが、既に撤去されているか草に覆われている様である。戦後まもなくの頃は木材が野積みされていた事もあったが、1961年というかなり早い時期に貨物扱いをやめている。

開盛駅（かいせいえき）は、北海道（網走支庁）紋別郡上湧別町字開盛（現・湧別町開盛）にかつて設置されていた、北海道旅客鉄道（JR北海道）名寄本線の駅（廃駅）である。事務管理コードは▲122127。

## 歴史
- 1915年（大正4年）11月1日 - 鉄道院湧別軽便線の下生田原駅（→安国駅） - 当駅間延伸開通に伴い、社名淵駅（しゃなぶちえき）として開業[1][4]。一般駅[1]。
- 1916年（大正6年）
  - 11月7日 - 1067mmに改軌。
  - 11月21日 - 当駅 - 下湧別（後の湧別）間の延伸開通（湧別軽便線全通）に伴い、中間駅となる。
- 1922年（大正11年）9月2日 - 路線名が湧別線に改称され、同線の駅となる。
- 1932年（昭和7年）10月1日 - 遠軽駅 - 下湧別駅間が名寄本線に編入され、同線の駅となる。
- 1934年（昭和9年）2月5日 - 開盛駅と改称[5][4]。
- 1949年（昭和24年）6月1日 - 日本国有鉄道に移管。
- 1961年（昭和36年）7月25日 - 貨物取扱い廃止[1]。
- 1978年（昭和53年）12月1日 - 荷物取扱い廃止[1][6]。同時に出札・改札業務を停止し、旅客業務について無人化[7]。但し、閉塞扱いの運転要員は継続配置。
- 1986年（昭和61年）11月1日 - 交換設備廃止、同時に完全無人化。
- 1987年（昭和62年）4月1日 - 国鉄分割民営化により、JR北海道に継承[1]。
- 1989年（平成元年）5月1日 - 名寄本線の全線廃止に伴い、廃駅となる[1]。

### 駅名の由来
「開盛」は所在地の集落からとったものである。地名は集落北の湧別川に架橋された「開盛橋」の名に由来する。
旧駅名の「社名淵（しゃなぶち、地名としては「しゃなふち」、「さなぶち」とも）」は現在の開成地区の南方、遠軽町と湧別町の町境付近を流れる湧別川の支流、現在のサナブチ川（「社名淵川」とも）に由来する地名で、上流部の遠軽町側では現在も地名として用いられている。
アイヌ語由来であるが諸説あり、一説には「サンナイプトゥ（san-nay-putu）」（下る・川・口）から、とされている。これは、現在のサナブチ川がかつては「サンナイ」と呼ばれ、現在の開盛地区にある川口をそのように呼んだのではないか、という解釈によるものである。
このほかは「サナプトゥ（sa-na-putu）」（浜・の方の・その口）に由来するとした説もある。
なお、改名の経緯について『駅名の起源』（1939年版）では「各種の事情に依り」としている。

## 駅構造
廃止時点で、単式ホーム1面1線を有する地上駅であった。ホームは、線路の東側（遠軽方面に向かって左手側）に存在した。
国鉄時代末期に完全無人化されるまでは、単式ホーム2面2線を有する列車交換可能な交換駅であった。単式1面1線を千鳥式に配置し、駅舎側から下り2番線ホーム・線路・上り1番線ホーム・線路の順の配線となっていた。互いのホームは、駅舎側ホーム南側と外側ホーム北側を結んだ構内踏切で連絡していた。そのほか、1番線の名寄方から分岐し遠軽方へ戻る形の行き止まりの側線を1線有していた。ホーム前後の線路は転轍機の名残で湾曲していた。
無人駅となっていたが、有人駅時代の駅舎が残っていた。駅舎は構内の東側に位置し、ホームに接していた。

## 利用状況
乗車人員の推移は以下のとおり。年間の値のみ判明している年については、当該年度の日数で除した値を括弧書きで1日平均欄に示す。乗降人員のみが判明している場合は、1/2した値を括弧書きで記した。
| 年度               | 乗車人員 | 乗車人員 | 出典   | 備考 |
| 年度               | 年間     | 1日平均  | 出典   | 備考 |
| ------------------ | -------- | -------- | ------ | ---- |
| 1978年（昭和53年） |          | 69       | [ 15 ] |      |

## 周辺
- 国道242号（置戸国道）[16]
- 湧別川[16]
- 北海道北見バス・北紋バス「開盛市街」停留所

## 駅跡
駅構内跡は遠軽方が開盛市街地再整備で宅地や町道となり、紋別方は空き地となって防雪林が残されている。2009年の開盛地区開基100年を前に2006年11月、開盛自治会が黒御影石製の「名寄本線開盛駅跡之碑」を建立した。
遠軽方には長らく国道242号の開盛跨線橋が残り、路盤跡を転用した市街地内の町道と立体交差していたが、北海道開発局が2012年5月から10月にかけて国道の開盛跨線橋切り下げ工事を実施したため撤去された。

## 隣の駅
北海道旅客鉄道
名寄本線
共進駅 - 開盛駅 - 北遠軽駅